# Eva Ramstedt
Eva Julia Augusta Ramstedt (* 15. September 1879 in Stockholm; † 11. September 1974 ebenda) war eine schwedische Physikerin. Sie war die Tochter des Politikers Johan Ramstedt.

## Biografie
Ramstedt besuchte ein Gymnasium in ihrer Heimatstadt und studierte anschließend Physik an der Universität in Uppsala. Dort schloss sie sich dem weiblichen Studentenverein an, dessen Sprecher sie zeitweilig war. Sie gehörte weiterhin zu den Frauen, die 1904 die Vereinigung akademisch gebildeter Frauen gründete. Ramstedt verteidigte 1910 ihre Dissertation zum Verhalten gedehnter Flüssigkeiten. Danach zog sie nach Paris, wo sie bei Marie Curie Einblick in die radioaktiven Prozesse erhielt.
Anschließend war Ramstedt bei der physikalischen Abteilung des Nobelinstituts angestellt, wo sie unter anderem an einer Expedition nach Jämtland zu einer Sonnenfinsternis teilnahm. Während dieses Ereignisses untersuchte sie die Veränderungen der Luftelektrizität. Im Jahr 1915 wurde Ramstedt als erste Frau zum Dozenten der Stockholmer Hochschule (heute Universität Stockholm) ernannt, wo sie in Radiologie unterrichtete. Eine weiterreichende Karriere zum Professor entsprach jedoch nicht dem Zeitgeist. Sie übernahm in den folgenden Jahren eine Reihe weiterer Lehraufträge an Ausbildungseinrichtungen ihrer Stadt.
Ramstedt nahm aktiv an der Frauenrechtsbewegung teil, z. B. durch Mitgliedschaft bei der International Federation of University Women. Sie war jedoch keine führende Frauenrechtlerin.
Neben Marie Curie unterhielt Ramstedt Briefwechsel mit Lise Meitner, Ellen Gleditsch und anderen Physikerinnen.

## Ausgewählte Werke
- Beiträge zur Kenntnis des Verhaltens gedehnter Flüssigkeiten (1908)
- On the activity of the undissociated molecule in ester catalysis (1915)
- Radioaktivitet och atomlära (1921)
- Marie Curie och radium (1932)
- Atomomvandlingar (1941)